# Dyana Calub
Dyana Calub (Australia, 28 de noviembre de 1975) es una nadadora australiana retirada especializada en pruebas de estilo libre, donde consiguió ser subcampeona olímpica en 2000 en los 4 x 100 metros estilos.

## Carrera deportiva
En los Juegos Olímpicos de Sídney 2000 ganó la medalla de plata en los relevos de 4 x 100 metros estilos (nadando el largo de estilo libre), con un tiempo de 4:01.59 segundos que fue récord de Oceanía, tras Estados Unidos y por delante de Japón (bronce).